# Бікінське міське поселення
Бікі́нське міське поселення (рос. Бикинское городское поселение) — сільське поселення у складі Бікінського району Хабаровського краю Росії.
Адміністративний центр та єдиний населений пункт — місто Бікін.

## Населення
Населення міського поселення становить 15946 осіб (2019; 17154 у 2010, 19641 у 2002).